# نيل كامبل
نيل كامبل (بالإنجليزية: Neil Campbell)‏ (26 يناير 1977 بميدلزبرة في المملكة المتحدة - 1 مايو 2022) هو لاعب كرة قدم بريطاني في مركز الهجوم. لعب مع نادي دونكاستر روفرز ونادي ساوثيند يونايتد ونادي يورك سيتي ونادي سكاربورو ونادي بارو وليه جنيسيس ‏ ونادي تلفورد يونايتد.

## وصلات خارجية
- نيل كامبل على موقع قاعدة بيانات كرة القدم.إي يو (الإنجليزية)
- نيل كامبل على موقع Soccerbase.com (لاعب) (الإنجليزية)